# Pavilionul 4 din Băile Herculane
Pavilionul 4 este un monument istoric aflat pe teritoriul orașului Băile Herculane.

## Istoric
A fost construit în anul 1852, an care este inscripționat și pe frontispiciul hotelului. Fațada este decorată cu coroane în stil Empire. Acest edificiu era destinat cazării, în principal, a ofițerilor de armată și funcționarilor guvernamentali. Construcția inițială a fost prevăzută cu două etaje, 108 camere și 4 bucătării. Împreună cu Pavilionul 3 face parte din Hotel Apollo..